# Coxicerberus rossii
Coxicerberus rossii är en kräftdjursart som först beskrevs av Baldari och Roberto Argano 1982.  Coxicerberus rossii ingår i släktet Coxicerberus och familjen Microcerberidae. Inga underarter finns listade i Catalogue of Life.